# حركة العمال عديمي الأراضي
حركة العمال عديمي الأراضي هي حركة اجتماعية في البرازيل، مستوحاة من الماركسية، تُعتبر عموماً من أكبر الحركات في أمريكا اللاتينية بعضوية غير رسمية تقدر بـ 1.5 مليون شخص موزعين على 23 ولاية من أصل 26 ولاية برازيلية. تهدف حركة العمال عديمي الأراضي إلى إتاحة الفرصة أمام العمال الفقراء لامتلاك الأراضي من خلال إصلاحها في البرازيل ومناهضة القضايا الاجتماعية التي تجعل ملكية الأراضي أكثر صعوبة، مثل التوزيع غير المتكافئ للدخل والعنصرية والتمييز الجنسي والاحتكارات الإعلامية. تسعى حركة العمال إلى توفير طريقةٍ حياةٍ مستدامة للقرويين الفقراء.
تختلف حركة العمال عديمي الأراضي عن حركات الإصلاح الزراعي السابقة في تركيزها على قضية واحدة؛ يُعتبر إصلاح الأراضي بالنسبة لهم سبباً ذي مبررٍ ذاتي. تؤكد المنظمة على أنها تمتلك حقاً قانونياً في الإقامة في الأراضي غير المنتجة، مشيرةّ إلى أحدث دستور للبرازيل (1988)، والذي يحتوي على فقرةٍ تنص على أنّ الأرض يجب أن تؤدي وظيفة اجتماعية (المادة 5، الجزء الثالث والعشرون). تشير الحركة أيضاً، استناداً إلى إحصاءات التعداد السكاني لعام 1996، إلى أنّ 3٪ من السكان يملكون ثلثي جميع الأراضي الصالحة للزراعة في البرازيل.

## إصلاح الأراضي قبل دستور عام 1988
للإصلاح الزراعي تاريخ طويل في البرازيل، حيث يسبق هذا المفهوم تاريخ تأسيس حركة العمال عديمي الأراضي. في منتصف القرن العشرين، توصل اليساريون البرازيليون إلى اتفاقٍ على أنّ التحول الديمقراطي (الدمقرطة) والممارسة الفعلية الواسعة النطاق للحقوق السياسية سيتطلبان إصلاح الأراضي. عارض السياسيون البرازيليون ذوي المستوى الرفيع مبادرات إصلاح الأراضي، التي شعروا أنها تهدد وضعهم الاجتماعي والسياسي. وعلى هذا النحو، حاول القادة السياسيون من القرويين الفقراء تحقيق الإصلاح الزراعي من أسفل السلم السياسي، من خلال الحركات الشعبية. خطت الحركة خطوةً كبيرة من خلال معالجة قانون إصلاح الأراضي نفسه، أي بـ «كسر... العلاقات التابعة مع الأحزاب والحكومات والمؤسسات الأخرى،» ومعالجة القضية من الناحية السياسية البحتة بدلاً من العلاقات الاجتماعية أو الأخلاقية أو الدينية.
أصبح أول قانون ينظم ملكية الأرض في البرازيل بعد استقلالها، القانون 601 أو قانون الممتلكات العقارية، ساري المفعول في 18 سبتمبر 1850. وكانت الإدارة الاستعمارية، المستندة على القانون الإقطاعي البرتغالي، قد نظرت سابقاً في موضوع ملكية العقارات الناشئة عن المنح الملكية  لتتورث إلى الأبناء البكر. في الولاية البرازيلية المستقلة، كانت الوسيلة الأساسية للحصول على الأراضي هي من خلال شرائها، إما من الدولة أو من مالكٍ خاص سابق. حدّ هذا القانون بشدة من حقوق القاطنين في هذه الأراضي وفضل التركيز التاريخي لملكية الأراضي التي أصبحت سمة مميزة للتاريخ الاجتماعي البرازيلي الحديث. لم يلغي قانون الممتلكات العقارية الممارسة الاستعمارية المتمثلة في تفضيل حيازة الأراضي الكبيرة النابعة من منح الأراضي الكبيرة للأشخاص ذوي الوضع الجيد، التي كان يعمل فيها العبيد عادةً.
من الناحية الرأسمالية، فإنّ الاستمرار في تلك السياسة فضّل اقتصاديات السعة بالنظر إلى العدد المحدود من مالكي الأراضي، ولكن في نفس الوقت جعل من الصعب على المزارعين والفلاحين الفقراء الحصول على الأرض اللازمة لزراعة الكفاف والزراعة على نطاق صغير.
كان لتوطيد ملكية الأراضي في أيدي قليلة صلات بظهور الرأسمالية في البرازيل، كما أدت المعارضة والتمرد في القرن التاسع عشر وأوائل القرن العشرين (على سبيل المثال حرب كانودوس في تسعينيات القرن التاسع عشر وحرب كونتيستادو في العشرينيات من القرن الماضي) إلى انتشار أشكال ملكيةٍ أقدم بالإضافة لتنشيط أيديولوجيات تركزت على عودة المليارية الأسطورية إلى نظام اجتماعي سابق للبرجوازية. بدافع من الجماعات التي يقودها زعماء دينيون مسيحانيون فاسدون من خارج التسلسل الهرمي الكاثوليكي، بدت هذه الأيديولوجيات هرطقية وثورية. يميل بعض المؤرخون اليساريون، الذين يسيرون على خُطى العمل الرائد للصحفي روي فاسو (كانجاسيروس إي فاناتيكوس) من عام 1963، إلى مزج اللصوصية (قطع الطرق) في أوائل القرن العشرين في شمال شرق البرازيل (كنغاسو) مع المسيحانية كنوع من اللصوصية الاجتماعية، والذي كان عبارة عن احتجاج ضد التفاوتات الاجتماعية مثل التوزيع غير المتكافئ لممتلكات الأراضي. تطورت هذه النظرية بشكلٍ مستقل في الأوساط الأكاديمية الناطقة باللغة الإنجليزية في كتاب «المتمردون البدائيون» لإريك هوبسباون المنشور عام 1959. تم انتقاد هذا العمل بسبب تعريفه غير المحدد «للحركة الاجتماعية،» ولكن تم الإشادة به أيضاً لدمج الحركات السياسية والدينية، التي تم دراستها مسبقاً بشكلٍ منفصل. كان هذا المزج في وقت لاحق الأساس لظهور حركة العمال عديمي الأراضي.
اختفت كل من كنغاسو والمسحانية في أواخر ثلاثينيات القرن العشرين، ولكن في الأربعينيات والخمسينات من القرن الماضي، اندلعت مقاومة من قبل مربي المواشي ذوي  النفوذ من أجل الإخلاء والاستيلاء على:
- تيوفيلو أوتوني، ميناس جيرايس، في عام  1948
- بوريكاتو، بارانا، في عام 1951
- جنوب غرب بارانا، في عام 1957
- ترومباس وجوياس، 1952-1958

مع ذلك، تم قمع هذه الشؤون المحلية، أو تسويتها محلياً ولم تؤدّ إلى قيامٍ أيديولوجية. اعتقد صناع السياسة والعلماء عبر الطيف السياسي أنّ ذلك كان، من الناحية الموضوعية، ضرورة اقتصادية للسماح بنهاية المجتمع الريفي البرازيلي من خلال الأعمال التجارية الزراعية والتوسع الحضري القسري.
خلال ستينيات القرن الماضي، حاولت مجموعات مختلفة إصلاح الأراضي من خلال النظام القانوني، بدءً من اتحادات الفلاحين في شمال شرق البرازيل، التي عارضت إخلاء أراضي المزارعين المستأجرين وتحويل المزارع الواسعة إلى مزارع للماشية. شككت هذه المجموعات في التوزيع الحالي لملكية الأراضي من خلال المطالبة العقلانية للوظيفة الاجتماعية للملكية.
على الرغم من الجهود التي بذلتها هذه المجموعات، استمرت ملكية الأراضي في التركز، وفي وقت تأسيس حركة العمال عديمي الأراضي والوقت الحالي، كان لدى البرازيل قطاع أعمال زراعي قوي وفعال للغاية والذي نشأ، كما يقول البعض، على حساب التفكك واسع النطاق لفقراء الريف. شككت حركة العمال عديمي الأراضي في نطاق الفوائد الناتجة عن الكفاءة المزعومة للتغيير، بالنظر إلى أنّ تنمية الأراضي البرازيلية منذ عام 1850 كانت تهتم بمصالح فئة واحدة - البرجوازية الريفية.

## إصلاح الأراضي ودستور عام 1988
ينص الدستور الساري الآن، والذي تم إقراره عام 1988، على أنّ «الملكية ستخدم وظيفتها الاجتماعية» وعلى الحكومة «أن تصادر لغرض الإصلاح الزراعي تلك الملكيات الريفية التي لا تؤدي وظيفتها الاجتماعية.»
بموجب المادة 186 من الدستور، يتم تنفيذ وظيفة اجتماعية عندما تلبي الممتلكات الريفية المتطلبات التالية في نفس الوقت:
- الاستخدام الرشيد والكافي
- الاستخدام الكافي للموارد الطبيعية المتاحة والحفاظ على البيئة
- الامتثال للأحكام التي تنظم علاقات العمل
- استخدامات التنمية التي تفضل رفاهية المالكين والعمال

نظراً لأنّ المعايير غامضة وغير محددة بشكلٍ موضوعي، كان يُنظر إلى مبدأ المصلحة الاجتماعية على أنه نعمة مختلطة، لكن تم قبوله بشكلٍ عام. عارض مُلاك الأراضي هذا المبدأ منذ عام 1985 من خلال منظمة ملاك الأراض، المعروفة باسم الاتحاد الديمقراطي لسكان الريف، الذي تُماثل نشأتها وتنظيمها حركة العمال عديمي الأراضي. على الرغم من أنها حلت نفسها بشكل علني في أوائل التسعينيات، إلا أنّ البعض يعتقد أنها استمرت من خلال العلاقات الإقليمية غير الرسمية بين ملاك الأراضي.